# Província de Botoșani
La província de Botoșani (IPA: [bo.to.'ʃanʲ]) és un județ, una divisió administrativa de Romania, a Moldàvia, amb capital a Botoşani.
Limita a l'est amb la República de Moldàvia (Edineț Raion), a l'oest amb la Província de Suceava, al nord amb Ucraïna (Província de Txernivtsi, Cernăuți) i al sud amb la Província de Iași.

## Demografia
El 2002, tenia 452,834 i una densitat de població de 91 h/km².
- Romanès - (98%)[1]
- Russos, Ucraïnesos i Rroma.

| Any  | Població |
| ---- | -------- |
| 1948 | 385,236  |
| 1956 | 428,050  |
| 1966 | 452,406  |
| 1977 | 451,217  |
| 1992 | 461,305  |
| 2002 | 452,834  |

## Divisió administrativa
La província té 2 municipalitats, 5 ciutats i 67 comunes.

### Municipalitats
- Botoşani
- Dorohoi

### Ciutats
- Darabani
- Săveni
- Flămânzi
- Bucecea
- Ștefănești

### Comunes
| - Albeşti - Avrămeni - Băluşeni - Blândeşti - Brăeşti - Broscăuţi - Călăraşi - Conceşti - Copălău - Cordăreni - Corlăteni - Corni - Coşula - Coţuşca | - Cristeşti - Cristineşti - Curteşti - Dersca - Dângeni - Dimăcheni - Dobârceni - Drăguşeni - Durneşti - Frumuşica - George Enescu - Gorbăneşti - Havârna - Hăneşti | - Hilişeu-Horia - Hlipiceni - Hudeşti - Ibăneşti - Leorda - Lozna - Lunca - Manoleasa - Mihai Eminescu - Mihăileni - Mihălăşeni - Mileanca - Mitoc - Nicşeni | - Păltiniş - Pomârla - Prăjeni - Rădăuţi-Prut - Răchiţi - Răuseni - Ripiceni - Roma - Româneşti - Santa Mare - Stăuceni - Suharău - Suliţa - Şendriceni | - Ştiubieni - Todireni - Truşeşti - Tudora - Ungureni - Unţeni - Văculeşti - Viişoara - Vârfu Câmpului - Vlădeni - Vlăsineşti - Vorniceni - Vorona |